# Brök
Ein Brök (auch „Broek“) ist eine Durchbruchstelle durch einen Deich, die einen Binnensee mit dem Meer verbindet.
Bei Binnenseen, die durch einen Brök mit dem Meer verbunden sind, findet bei hohem Wasserstand ein Zustrom mit Meerwasser statt, der sich mit dem Süßwasser aus dem Hinterland zu Brackwasser vermischt. Etymologisch stammt der Begriff aus dem Niederdeutschen. Als Flurbezeichnung findet sich Brök noch in Schleswig-Holstein unter anderem an folgenden Orten:
- im Oldenburger Graben („Rosenhofer Brök“)
- am Wesseker See („Weißenhäuser Brök“)
- am Sehlendorfer Binnensee